# Mortimer Chambers
Mortimer Hardin Chambers (* 9. Januar 1927 in Saginaw, Michigan; † 14. Dezember 2020) war ein US-amerikanischer Althistoriker.
Chambers erwarb 1949 den B.A. in Harvard und 1955 den M.A. am Wadham College in Oxford. Bereits 1954 hatte er in Harvard promoviert. Nach einigen Jahren als Dozent in Harvard und Chicago wurde er 1958 als Professor der Alten Geschichte an die University of California in Los Angeles (UCLA) berufen. Von 1976 bis 1978 leitete er das Education Abroad Program der UCLA in Göttingen. 1999 wurde er in den Ruhestand versetzt, blieb aber wissenschaftlich aktiv.
Zu seinen Forschungsschwerpunkten zählen die griechische Geschichte der klassischen Zeit (5./4. Jahrhundert v. Chr.), die er besonders anhand der Geschichtsschreibung jener Zeit untersucht hat. Chambers, der perfekt Deutsch, Französisch und Italienisch sprach, ist auch als Übersetzer der Athenaion Politeia (der „Verfassung der Athener“) von (Pseudo-)Aristoteles (ins Deutsche) und als Wissenschaftshistoriker hervorgetreten. Über lange Jahre fungierte er zudem als Mitherausgeber der bedeutenden Fachzeitschrift Historia.